# ادواردو آگیره (بازیکن فوتبال)
ادواردو آگیره (اسپانیایی: Eduardo Aguirre‎؛ زادهٔ ۳ اوت ۱۹۹۸) بازیکن فوتبال اهل مکزیک است.
وی همچنین در تیم ملی فوتبال زیر ۲۳ سال مکزیک بازی کرده‌است.